# Kup Srbije 2014-2015
La Kup Srbije u fudbalu 2014-2015 (in cirillico Куп Србије у фудбалу 2014-2015, Coppa di Serbia di calcio 2014-2015), fu la 9ª edizione della Kup Srbije.
Il detentore era la Vojvodina. In questa edizione la coppa fu vinta dal Čukarički (al suo 1º titolo) che sconfisse in finale il Partizan.

## Formula
La formula è quella dell'eliminazione diretta, in caso si parità al 90º minuto si va direttamente ai tiri di rigore senza disputare i tempi supplementari (eccetto in finale). Gli accoppiamenti sono decisi tramite sorteggio; in ogni turno (eccetto le semifinali, dove il sorteggio è libero) le "teste di serie" non possono essere incrociate fra loro.
La finale si disputa di regola allo Stadio Partizan di Belgrado; se i finalisti sono Partizan e Stella Rossa si effettua un sorteggio per decidere la sede; se i finalisti sono Partizan ed un'altra squadra si gioca allo Stadio Rajko Mitić ("casa" della Stella Rossa).

### Calendario
| Turno                | Numero di incontri | Squadre | Entrano a questo turno                                                                            | Date                     |
| -------------------- | ------------------ | ------- | ------------------------------------------------------------------------------------------------- | ------------------------ |
| Turno preliminare    | 5                  | 37 → 32 | ultime 5 classificate della Prva Liga Srbija 2013-2014 5 squadre vincenti delle coppe regionali   | 3 settembre 2014         |
| Sedicesimi di finale | 16                 | 32 → 16 | 16 squadre della Superliga serba 2013-2014 prime 11 classificate della Prva Liga Srbija 2013-2014 | 24 settembre 2014        |
| Ottavi di finale     | 8                  | 16 → 8  | –                                                                                                 | 6 ottobre 2014           |
| Quarti di finale     | 4                  | 8 → 4   | –                                                                                                 | 3 dicembre 2014          |
| Semifinali           | 2 + 2              | 4 → 2   | –                                                                                                 | 18 marzo / 8 aprile 2015 |
| Finale               | 1                  | 2 → 1   | –                                                                                                 | 20 maggio 2015           |

### Squadre partecipanti
Partecipano 37 squadre: le 16 della SuperLiga 2013-2014, le 16 della Prva liga 2013-2014 e le 5 vincitrici delle coppe regionali 2013-2014.
Nell'estate 2014, lo Smederevo (ultimo in Prva liga e retrocesso) si è fuso con il FK Seljak di Mihajlovac (vincitore della Kup FSR “Zapadna Srbija”, la coppa della regione Ovest) a formare il Semendrija: delle due squadre qualificate per il turno preliminare ce n'è rimasta una, quindi in questo torneo ci sono 36 partecipanti, invece di 37.
Le altre vincitrici delle coppe regionali 2013-2014, oltre al suddetto Seljak, sono: ČSK Čelarevo (Vojvodina), Dorćol (Belgrado), Moravac Mrštane (Est) e FK Trepča (Kosovo e Metochia).
SuperLiga
- Borac Čačak
- Čukarički
- Donji Srem
- Jagodina
- Mladost Lučani
- Napredak Kruševac
- Novi Pazar
- OFK Belgrado
- Partizan
- Rad Belgrado
- Radnički Kragujevac
- Radnički Niš
- Spartak Subotica
- Stella Rossa
- Vojvodina
- Voždovac

Prva liga
- Bežanija
- BSK Borča
- Inđija
- Javor Ivanjica
- Jedinstvo Putevi
- Metalac
- Moravac Mrštane
- Proleter Novi Sad
- Radnik Surdulica
- Sinđelić Belgrado
- Sloboda Užice
- Sloga Kraljevo
- Sloga Petrovac

Srpska liga
- ČSK Čelarevo
- Dolina Padina
- Dorćol
- Semendrija
- Teleoptik
- Timok

Zonska liga
- FK Trepča

## Turno preliminare
Viene disputato dalle ultime 5 classificate della Prva Liga Srbija 2013-2014 e dalle 5 vincitrici delle coppe regionali. Gli abbinamenti, resi noti il 30 agosto 2014, sono stati programmati su base geografica. Dato il posto libero lasciato dalla fusione fra Smederevo e Seljak, il FK Trepča passa direttamente al turno successivo.
| Squadra 1          | Risultato       | Squadra 2     |
| ------------------ | --------------- | ------------- |
| 03.09.2014         |                 |               |
| Dorćol             | 1 – 0           | Dolina Padina |
| Semendrija         | 1 – 1 (5-3 dtr) | Teleoptik     |
| Moravac Mrštane    | 1 – 0           | Timok         |
| ČSK Čelarevo       | 0 – 2           | Inđija        |
| FK Trepča esentato |                 |               |

## Sedicesimi di finale
Il sorteggio si è tenuto il 10 settembre 2014.
| Squadra 1         | Risultato       | Squadra 2           |
| ----------------- | --------------- | ------------------- |
| 24.09.2014        |                 |                     |
| Jagodina          | 4 – 0           | BSK Borča           |
| Trepça            | 0 – 1           | Vojvodina           |
| Bežanija          | 0 – 1           | Partizan            |
| Spartak Subotica  | 1 – 0           | Radnik Surdulica    |
| Dorćol            | 0 – 1           | Radnički Kragujevac |
| Voždovac          | 3 – 2           | Sloga Kraljevo      |
| Inđija            | 2 – 1           | Javor Ivanjica      |
| Proleter Novi Sad | 0 – 0 (4-3 dtr) | Donji Srem          |
| Sloga Petrovac    | 1 – 0           | Novi Pazar          |
| Jedinstvo Putevi  | 0 – 3           | Rad Belgrado        |
| Moravac Mrštane   | 0 – 1           | Radnički Niš        |
| Semendrija        | 0 – 2           | OFK Belgrado        |
| Sloboda Užice     | 1 – 1 (4-3 dtr) | Sinđelić Belgrado   |
| Stella Rossa      | 1 – 0           | Borac Čačak         |
| Čukarički         | 3 – 2           | Mladost Lučani      |
| Napredak Kruševac | 0 – 0 (2-4 dtr) | Metalac             |

## Ottavi di finale
Il sorteggio si è tenuto il 6 ottobre 2014.
| Squadra 1           | Risultato       | Squadra 2         |
| ------------------- | --------------- | ----------------- |
| 29.10.2014          |                 |                   |
| Spartak Subotica    | 2 – 0           | Proleter Novi Sad |
| Rad Belgrado        | 1 – 0           | Stella Rossa      |
| Radnički Niš        | 0 – 0 (4-1 dtr) | Inđija            |
| Radnički Kragujevac | 0 – 3           | Jagodina          |
| Vojvodina           | 1 – 0           | Sloboda Užice     |
| Metalac             | 0 – 0 (4-5 dtr) | Voždovac          |
| 19.11.2014          |                 |                   |
| OFK Belgrado        | 1 – 2           | Čukarički         |
| Partizan            | 3 – 0           | Sloga Petrovac    |

## Quarti di finale
Il sorteggio si è tenuto il 21 novembre 2014.
| Squadra 1    | Risultato | Squadra 2        |
| ------------ | --------- | ---------------- |
| 03.12.2014   |           |                  |
| Radnički Niš | 0 – 1     | Jagodina         |
| Voždovac     | 2 – 1     | Spartak Subotica |
| Čukarički    | 2 – 1     | Vojvodina        |
| Rad Belgrado | 0 – 1     | Partizan         |

| Arbitro: | Aleksandar Vasić |

|  |           |           |
|  | Marcatori | 31’ Đurić |

| Arbitro: | Vlado Glođović |

|                     |           |                 |
| Regan 10’ Bojić 47’ | Marcatori | 13’ Poletanović |

| Arbitro: | Dejan Filipović |

|  |           |                       |
|  | Marcatori | 45+1’ (rig.) Škuletić |

| Arbitro: | Danilo Grujić |

|                            |           |            |
| Babović 14’ Škerjanc 90+3’ | Marcatori | 90+4’ Ilić |

## Semifinali
Il sorteggio si è tenuto il 5 dicembre 2014.
| Squadra 1 | Totale | Squadra 2 | Andata     | Ritorno    |
| --------- | ------ | --------- | ---------- | ---------- |
|           |        |           | 18.03.2015 | 08.04.2015 |
| Čukarički | 6 – 1  | Voždovac  | 2 – 0      | 4 – 1      |
| Partizan  | 5 – 0  | Jagodina  | 3 – 0      | 2 – 0      |

### Andata
| Arbitro: | Bojan Nikolić |

|                        |           |  |
| Mirosavljević 15’, 40’ | Marcatori |  |

| Arbitro: | Aleksandar Vasić |

|                                         |           |  |
| Grbić 3’ A. Živković 44’ Brašanac 90+2’ | Marcatori |  |

### Ritorno
| Arbitro: | Dejan Filipović |

|                      |           |                                                     |
| Zlatković 14’ (rig.) | Marcatori | 7’ Ostojić 64’ S. Srnić 75’ Stojiljković 90’ Mandić |

| Arbitro: | Nenad Đokić |

|  |           |                             |
|  | Marcatori | 3’ Šaponjić 27’ A. Živković |

## Finale
| Squadra 1  | Risultato | Squadra 2 |
| ---------- | --------- | --------- |
| 20.05.2015 |           |           |
| Čukarički  | 1 – 0     | Partizan  |

| Arbitro: | Vlado Glođović (Vrbas) |

| |            | |
| S. Srnić 38’ | Marcatori  | |
| N. Stevanović Z. Rendulić R. Brežančić B. Ostojić F. Stojković (A. Pavlović 83') I. Matić P. Bojić (S. Mandić 90') S. Srnić D. Srnić (I. Todorović 64') R. Obeng N. Stojiljković | Formazioni | Ž. Živković B. Ilič G. Balažic V. Volkov (67' M. Vulićević) I. Bandalovski S. Ilić (59' N. Kojić) N. Drinčić S. Babović P. Grbić (69' N. Ninković) D. Brašanac A. Živković |
| V. Milojević | Allenatori | Z. Milinković |